# Flechtinger Höhenzug
Der bis 179 Meter hohe Flechtinger Höhenzug ist ein waldreicher und hügeliger Höhenzug im nordwestlichen Sachsen-Anhalt, benannt nach der Gemeinde Flechtingen. 

## Lage
Der Flechtinger Höhenzug ist etwa 20 mal 20 Kilometer groß. Er wird im Westen von der Aller begrenzt, im Norden von der Spetze, einem rechten Nebenfluss der Aller, im Nordosten vom Tal der Ohre, in dem auch der Mittellandkanal verläuft, und im Süden von der Beber, einem Nebenfluss der Ohre. 
Eine der höchsten Erhebungen des Flechtinger Höhenzugs ist mit 176 m ü. NN der Butterberg nahe dem Ort Ivenrode.

## Geologie
Anders als in seiner Umgebung stehen im Flechtinger Höhenzug geologisch alte Gesteine an der Erdoberfläche an. Er bildet damit eines der nördlichsten Vorkommen von Festgestein in Deutschland, da Norddeutschland fast völlig von Lockergesteinen des Quartärs bedeckt wird. Der Höhenzug wird meist von vulkanischen Gesteinen und Sedimentgesteinen aus dem Karbon und Perm aufgebaut. Sie werden zum Teil in großen Steinbrüchen gewonnen.
Regionalgeologisch ist der Höhenzug ein Teil der Flechtingen-Roßlauer Scholle, die sich im Nordwesten von der Niederung des Drömling nach Südosten bis Magdeburg und weiter nach Roßlau erstreckt. Eine weitere bekannte Aufragung dieser Scholle ist der Magdeburger Domfelsen, der sich auch in der Elbe als Schwelle fortsetzt und die Fließgeschwindigkeit der Elbe merklich erhöht.
Der Flechtinger Rücken ist die nördlichste Grundgebirgsaufragung vor der norddeutschen Tiefebene und damit auch vor den tieferen Beckenbereichen der eozän-oligozänen Nordsee im Unterelberaum. Sein Nordostrand wird von einer markanten Störungszone gebildet, der Haldenslebener und Wittenberger Störung, die auch als „Mitteldeutscher Hauptabbruch“ bezeichnet wird. Unmittelbar nördlich davon, so in der Altmark, liegen die Gesteine des Tertiär bis um 1000 m tiefer als südlich des Rückens oder auf dem Rücken selbst.